# دریکن‌گارد ۳
دریکن‌گارد ۳ (به انگلیسی: Drakengard 3) که در ژاپن تحت نام دوراگو-آن دُراگون ۳ (به ژاپنی: ドラッグ オン ドラグーン3 ,Doraggu On Doragūn Surī) شناخته می‌شود، یک بازی ویدئویی در سبک نقش‌آفرینی اکشن است که توسط شرکت اکسس گیمز توسعه یافته و به‌وسیلهٔ اسکوئر انیکس در سال ۲۰۱۳ و به‌طور انحصاری برای کنسول پلی‌استیشن ۳ منتشر شده‌است. این سومین و آخرین قسمت اصلی از مجموعه بازی‌های دریکن‌گارد است که به عنوان پیش‌درآمدی برای نسخهٔ اولیه بازی به‌شمار می‌رود. در این قسمت نیز همانند نسخه‌های قبلی شامل ترکیبی از نبردهای هک اند اسلش مبتنی بر زمین و جنگ‌های هوایی می‌شود. داستان بازی بر روی شخصیت زیرو تمرکز دارد، زنی که قادر است جادو را از طریق آوازخوانی کنترل کند. زیرو با اژدهایی به نام میخائیل همراه می‌شود تا پنج خواهرش را که بر مناطق دنیا حکومت می‌کنند از بین ببرد.